# 남아메리카의 역사

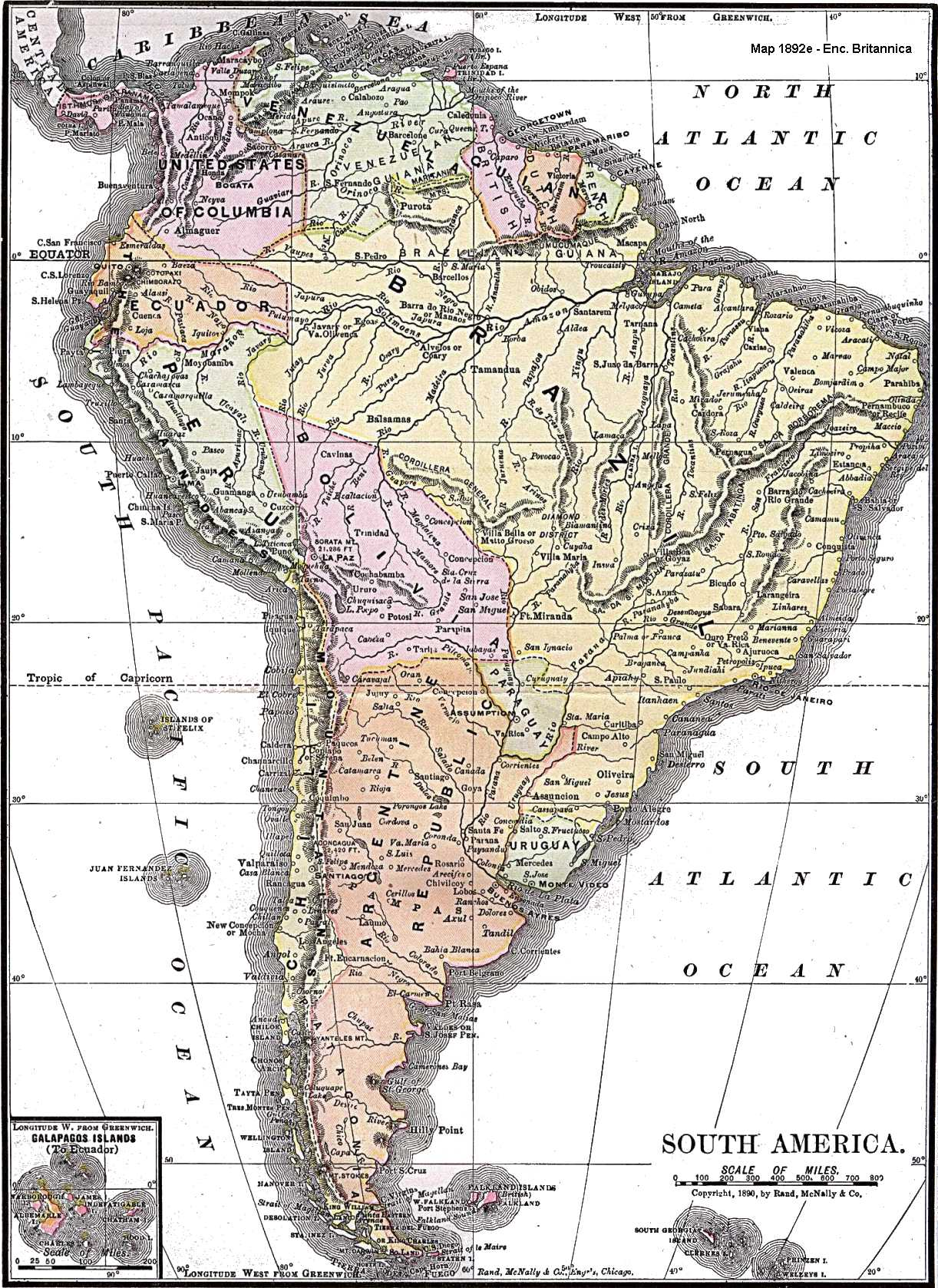
남아메리카의 1892년 지도

남아메리카의 역사(History of South America)는 과거, 특히 남아메리카 대륙에서 대대로 전해 내려오는 기록, 구전 역사, 전통에 대한 연구이다. 대륙은 여전히 토착민들의 본거지이며, 그들 중 일부는 1400년대 후반과 1500년대 초에 유럽인들이 도착하기 전에 고도의 문명을 건설했다. 남아메리카는 다양한 인류 문화와 문명의 형태를 지닌 역사를 가지고 있다. 페루의 노르테 치코 문명으로도 알려진 카랄 수페(Caral Supe) 문명은 아메리카 대륙에서 가장 오래된 문명이자 세계 최초의 6개 독립 문명 중 하나이다. 그것은 이집트 피라미드와 동시대였다. 이는 메소아메리카의 올멕보다 거의 2000년 앞섰다.
수천 년에 걸쳐 이어온 원주민들의 독립 생활은 스페인과 포르투갈의 유럽 식민지화와 인구 붕괴로 인해 파괴되었다. 그러나 그 결과 발생한 문명은 메스티조와 대륙의 원주민 문화 모두에서 식민지 개척자의 문명과 매우 달랐다. 대서양 횡단 노예 무역을 통해 남아메리카(특히 브라질)는 수백만 명의 아프리카 디아스포라들의 고향이 되었다. 인종 집단의 혼합은 새로운 사회 구조를 가져왔다.
유럽인, 원주민, 아프리카 노예와 그 후손 사이의 긴장은 16세기부터 남아메리카를 형성했다. 스페인령 아메리카 대부분은 치열한 전쟁을 통해 19세기 초에 독립을 달성했으며, 포르투갈의 브라질은 처음에는 포르투갈 제국의 소재지가 되었고 그 후 포르투갈로부터 독립한 제국이 되었다. 19세기에 스페인 왕실로부터의 독립 혁명이 이루어지면서 남미는 더욱 더 많은 사회적, 정치적 변화를 겪었다. 여기에는 국가 건설 프로젝트, 19세기 후반과 20세기 유럽에서 유입되는 이민 물결 흡수, 국제 무역 증가, 배후지 식민지화, 영토 소유권 및 권력 균형에 대한 전쟁이 포함된다. 이 기간 동안 원주민의 권리와 의무가 재편되고, 주 변경 지역에 거주하는 원주민에 대한 종속이 1900년대 초반까지 지속되었다. (지배계급 간의 자유주의-보수주의 갈등, 민감한 서식지 개발에 따른 주요 인구통계학적, 환경적 변화)

## 같이 보기
- 잉카 제국
- 그란콜롬비아
- 라틴아메리카의 역사
- 페루-볼리비아 연합
- 시몬 볼리바르
- 호세 데 산마르틴
- 프란시스코 피사로
- 스페인령 아메리카 독립 전쟁
- 아메리카 이주설
- 유럽의 아메리카 식민지화